# Adi Rocha
Adi Rocha (født 15. december 1985) er en brasiliansk fodboldspiller.